# Fransmansmuseum
Het Fransmansmuseum is een museum gelegen in Koekelare, gewijd aan de seizoensarbeiders die naar Frankrijk trokken om te werken. Centraal staan het harde werk, de armoede en de miskenning van deze gastarbeiders.
Het museum is ingericht in paardenstallen, bergruimten en hopkelder die de bijgebouwen van brouwerij Christiaen waren.
In 2016 werd het museum volledig herbouwd om begin maart 2017 terug open te gaan voor het publiek. 
Aan de ingang staat de beeldengroep "de drie tjoolders" van Willem Vermandere. 